# اريك شامبيون
اريك شامبيون (بالإنجليزية: Eric Champion)‏ هو مغن مؤلف أمريكي، ولد في 12 مايو 1970 في دايتونا بيتش في الولايات المتحدة.

## وصلات خارجية
- اريك شامبيون على موقع ميوزك برينز (الإنجليزية)
- اريك شامبيون على موقع ديسكوغز (الإنجليزية)